# Vườn quốc gia Vanoise

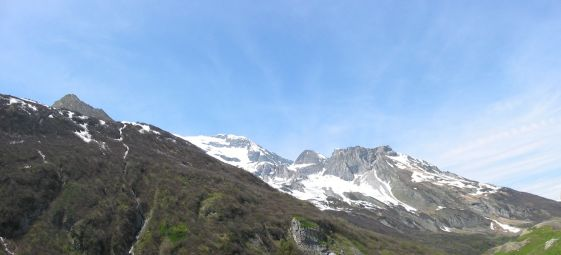
Grand Bec nhìn từ Champagny-le-Haut

Vườn quốc gia Vanoise (Vạn Hoa, tiếng Pháp: Parc national de la Vanoise) là một vườn quốc gia của Pháp, nằm trong tỉnh Savoie trong rặng núi mang cùng tên, giữa các thung lũng Isère, Tarentaise ở phía bắc và thung lũng Arc, Maurienne ở phía nam. Vườn quốc gia này nối với Vườn quốc gia Gran Paradiso của Ý ở bên kia biên giới. Hai vườn quốc gia này kết nghĩa với nhau từ năm 1972. Diện tích của 2 vườn quốc gia này là 1.250 km², một diện tích vườn được bảo vệ lớn nhất Tây Âu. 

## Lịch sử
Vườn quốc gia Vanoise là vườn quốc gia đầu tiên của Pháp, được thành lập năm 1963. Nguyên nhân chính dẫn đến việc lập vườn là sự biến mất loài dê núi Alpes trong rặng núi Vanoise. Loài dê này có sừng dài và cong, đã bị tiêu diệt từ khi có súng. Trong rặng núi lân cận Gran Paradiso bên phía Ý, vẫn còn hàng trăm con dê loại này, khi người ta cấm săn bắn năm 1823. Vua Victor Emmanuel II (Ý) đã lập 1 "khu bảo tồn hoàng gia" năm 1856, sau đó trở thành vườn quốc gia Gran Paradiso vào năm 1922. Bên phía Pháp, một khu bảo tồn thiên nhiên được thành lập ở Vanoise năm 1943, dưới sự thúc đẩy của Câu lạc bộ leo núi Pháp (Club alpin français), CLB. Touring-Club de France và các người săn bắn. Sau nhiều do dự, khu bảo tồn thiên nhiên Vanoise được trở thành vườn quốc gia, năm 1963, và là vườn quốc gia đầu tiên tại Pháp.

## Địa lý
Vườn quốc gia này nằm trên một địa hình mấp mô và hùng vĩ, có 107 ngọn núi cao trên 3.000 m và nhiều hồ ở độ cao. Ngọn núi cao nhất là Grande Casse (3855 m).
Các ngọn núi chính khác:
- Mont Pourri (3779 m)
- Dent Parrachée (3697 m)
- Bellecôte (3417 m)
- Pointe de Labby (3521 m)
- Pointe du génépy (3551 m)
- Dôme de Chasseforêt (3586 m)
- Dôme de l'Arpont (3599 m)

## Dân số

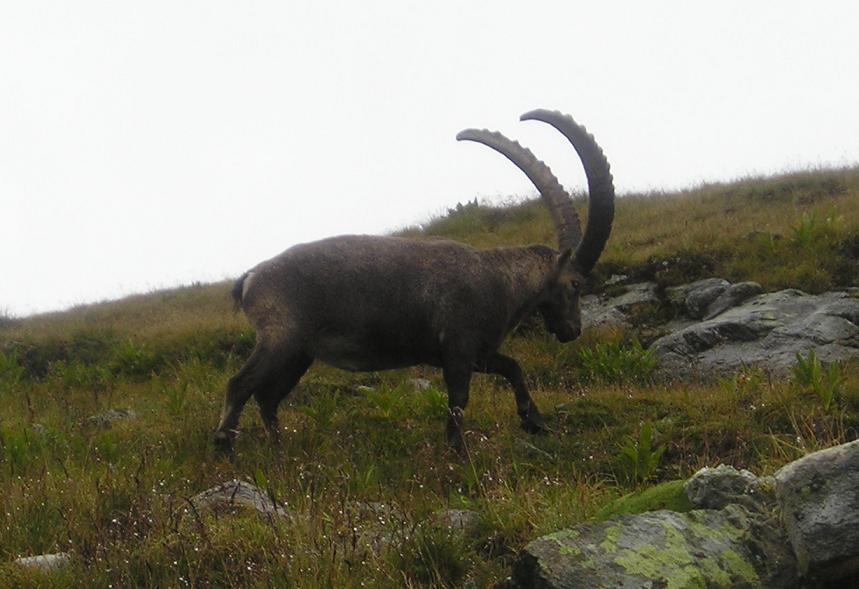
Dê núi Alpes bên đèo Chavière

Vườn nằm trên lãnh thổ của 28 xã, ở các thung lũng Tarentaise  và Maurienne .
| Aussois |   | 41,94  | 628          |
| Avrieux |   | 37,85  | 340          |
| Bellentre |   | 23,94  | 793          |
| Bessans |   | 128,08 | 310          |
| Bonneval-sur-Arc |   | 112,55 | 242          |
| Bourg-Saint-Maurice |   | 179,07 | 6.747        |
| Bramans |   | 92,26  | 362          |
| Champagny-en-Vanoise |   | 84,96  | 585          |
| Landry |   | 10,62  | 628          |
| Lanslebourg-Mont-Cenis |   | 93,61  | 640          |
| Lanslevillard |   | 39,84  | 431          |
| Les Allues |   | 85,99  | 1.869        |
| Modane |   | 71,04  | 3.739 (2006) |
| Montvalezan |   | 25,9   | 582          |
| Peisey-Nancroix |   | 70,64  | 614          |
| Planay |   | 22,41  | 412          |
| Pralognan-la-Vanoise |   | 88,57  | 756          |
| Saint-André |   | 30,84  | 452          |
| Saint-Bon-Tarentaise |   | 58,94  | 1.850        |
| Saint-Martin-de-Belleville |   | 161,79 | 2.532        |
| Sainte-Foy-Tarentaise |   | 100,15 | 681          |
| Séez |   | 42,15  | 1.968        |
| Sollières-Sardières |   | 33,31  | 162          |
| Termignon |   | 149,03 | 426          |
| Tignes |   | 81,63  | 2.220        |
| Val d'Isère |   | 94,39  | 1.632        |
| Villarodin-Bourget |   | 33,08  | 501          |
| Villaroger |   | 28,15  | 368          |
| Tổng cộng | X | ...    | ...          |
| Để hiểu thêm, xin tham khảo 'Atlas du Parc National de la Vanoise (1999), en ligne Lưu trữ ngày 24 tháng 9 năm 2008 tại Wayback Machine. |   |        |              |

## Hệ động vật
- Các động vật có vú chính
  - Dê rừng - Capra ibex: Khoảng 2500 con trong vườn
  - Chuột đồng trắng – Chionomys nivalis
  - Sơn dương – Rupicapra rupicapra: Khoảng 5500 con
  - Dơi lá mũi lớn – Rhinolophus ferrumequinum
  - Chồn ermine - Mustela erminea
  - Thỏ rừng – Lepus timidus
  - Marmot - Marmotta marmotta: Omniprésente
  - Chồn Martes – Martes martes
  - Chuột nhắt rừng – Apodemus flavicollis
  - Chuột chù nước – Neomys fodiens
  - Dơi tai còi – Plecotus auritus
  - Dơi muỗi tai nhọn – Pipistrellus pipistrellus
  - Cáo đỏ hoe – Vulpes vulpes
- Các loài chim chính
  - Đại bàng - Aquila chrysaetos
  - Chim ác là nâu – Nucifraga caryocatactes
  - Chim cú Tengmalm – Aegolius funereus
  - Quạ mỏ vàng – Pyrrhocorax pyrrhocorax
  - Chim diều râu - Gypaetus barbatus
  - Chim cú hoàng tử – Bubo bubo
  - Gà gô trắng – Lagopus mutus
  - Chim ri bụng trắng – Montifringilla nivalis
  - Gà gô đỏ – Alectoris graeca
  - Gà gô núi – Lyrurus tetrix
  - Chim vách đá – Tichodroma muraria
- Loài bò sát và lưỡng cư chính
  - Rắn ráo Esculape – Elaphe longissima
  - Rắn lải nhẵn - Coronella austriaca
  - Ếch nhái màu đỏ hung – Rana temporaria
  - Thằn lằn đẻ con – Zootoca vivipara
  - Con sa giông núi – Triturus alpestris
  - Rắn Vipère – Vipera aspis

## Hệ thực vật
- Các cây họ thông
  - Vân sam Na Uy – Picea abies
  - Bách xù – Juniperus communis
  - Thông rụng lá – Larix decidua
  - Thông núi – Pinus uncinata
  - Thông cembro – Pinus cembra
  - Thông rừng – Pinus silvestris
  - Lãnh sam - Abies alba
- Các loài hoa chính
  - Androsace des Alpes – Androsace alpina
  - Thạch thảo – Erica herbacea
  - Thạch thảo màu tro – Erica cinerea
  - Cúc gai núi – Eryngium alpinum
  - Long đởm – Gentiana utriculosa
  - Linnée boréale – linnaea borealis
  - Cây thủ hoa – Matthiola valesiaca
  - Pulsatille de Haller – Pulsatilla haller
  - Cúc bạc Haller – Jacobaea uniflora
  - Cỏ 3 lá – Trifolium saxatile

## Du lịch

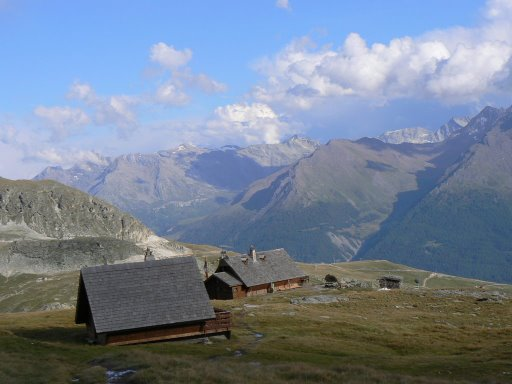
nhà nghỉ chân Arpont

Vườn quốc gia Vanoise và khu ngoại vi hấp dẫnh nhiều du khách. Các điểm đến chính như sau: 
- Aussois — trạm trượt tuyết
- Bramans - trạm trượt tuyết
- Bessans - trạm trượt tuyết
- Bonneval-sur-Arc
- Lanslebourg - trạm trượt tuyết Val Cenis
- Peisey-Nancroix — trạm trượt tuyết
- Pralognan-la-Vanoise — trạm trượt tuyết
- Termignon
- Tignes - trạm trượt tuyết
- Val d'Isère — trạm trượt tuyết